# Drowning Pool
Drowning Pool es una banda estadounidense de nu metal formada en 1996 en la ciudad de Dallas, Texas, por el guitarrista C.J. Pierce, el bajista Stevie Benton y el baterista Mike Luce. Alcanzaron la fama tras su álbum debut, Sinner, publicado en 2001 y que logró el disco de platino en tan solo seis semanas, y más tarde ese mismo año por su aparición en el festival Ozzfest. En agosto de 2002 el vocalista original de la banda, Dave Williams, muere por problemas cardíacos.
Finalmente en 2003 se incorpora a la banda Jason 'Gong' Jones, en reemplazo de Williams, haciendo su primera aparición con su nuevo álbum Desensitized, del 2004. Sin embargo, a mediados de 2005, se anuncia su salida de la banda. 
Tras muchos rumores, es anunciado que el nuevo vocalista es Ryan McCombs, anterior cantante de Soil. Su nuevo disco "Full Circle" fue lanzado en 2007, incluyendo una versión de Billy Idol, Rebel Yell. En 2008 sacan el disco en vivo Loudest Common Denominator, en el cual Ryan McCombs canta canciones de los vocalistas anteriores. En 2010 sacan su cuarto álbum de estudio, Drowning Pool. También han realizado varias canciones para eventos de "pago por visión" (pay per view) de la WWE.
Jason Jones fue el intérprete original del que sería el cuarto tema oficial de SmackDown "Rise Up!" lanzado el 30 de septiembre de 2004 y con una duración aproximada de 3:14 minutos. Ésta, la primera versión, formó parte del álbum "WWE ThemeAdict: The Music, Vol. 6".
La segunda versión de Rise Up! sería regrabada 2 años después por Ryan McCombs, lanzada el 23 de mayo de 2006, con una duración aproximada de 2:54 minutos, formando parte del álbum "WWE Wreckless Intent".
Rise Up! no se encuentra en ningún álbum de estudio de Drowning Pool debido a que la licencia es compartida con la World Wrestling Entertainiment, empresa al cual todas las bandas y cada intérprete cede estos temas oficiales, ya que estos fueron creados específicamente para la compañía. Además de que Jim Jonston (compositor estadounidense que trabaja para WWE desde 1985, quien además ha sido único intérprete principal en algunos temas) participó en la creación de Rise Up!, siendo el cocreador.
En 2011 Ryan McCombs deja Drowning Pool para volver con su banda Soil.
En 2012 se integra a la banda Jasen Moreno como nuevo cantante.

## Historia

### Dave Williams (1999 - 2002)
Drowning Pool saltó a la fama mientras tocaba junto a Ozzy Osbourne en el festival llamado Ozzfest mientras promocionaba su álbum debut Sinner en el que Dave Williams era vocalista del grupo. Pero más tarde cayó la desgracia, Dave Williams fue encontrado muerto en el bus que utilizaron para la gira. Según los resultados de la autopsia, Dave murió de manera súbita mientras dormía a causa de una cardiomiopatía (una enfermedad del músculo cardíaco). A Williams nunca le habían diagnosticado previamente la enfermedad, por lo que la causa de su muerte aún sigue siendo una incógnita. Desde entonces un DVD llamado Sinema, que cuenta su vida, fue puesto en venta. Su sueño de toda la vida que quería llevar a cabo antes de su muerte era comprar una casa para sus padres. Las ventas de Sinema y las ventas del álbum Sinner pudieron hacer realidad su sueño póstumo.
Horas después de su muerte los integrantes de su grupo publicaron las siguientes palabras en su web oficial en memoria del recién fallecido Dave Williams: "Hemos perdido a un integrante de la banda y a un amigo. Dave Williams se hacía amigo de todas las personas que conocía. Era un hombre bueno y esplendoroso. No había día en que no le regalara algo a alguien. Estaba lleno de energía hasta el día en que murió e indudablemente estaba lleno de vida. Lo hemos pasado muy bien con él. Lo echaremos de menos." 
En su funeral (que fue público) celebrado en Plano, Texas, los integrantes de la banda afirmaron también que el "era un hombre genial, generoso y amable; en especial para con sus fans. Un gran hombre."

### Jason Jones (2003 - 2005)
Drowning Pool decidió seguir adelante y comenzar a buscar un nuevo cantante donde fue seleccionado Jason 'Gong' Jones y lanzan el álbum Desensitized en el año 2004. Durante esta época, Drowning Pool también experimentó un considerable cambio en el estilo visual: en vez de la oscuridad, haciendo muecas, conducta antisocial visto con Williams como el líder, cambiaron hacia la estrella de rock vanidad y atractivo sexual. A pesar del éxito del primer sencillo del álbum, "Step Up", el álbum no fue tan exitoso como Sinner.
El 14 de junio de 2005 se confirma la salida de Jason 'Gong' Jones debido a diferencias irreconciliables. Después de esto Jason Jones forma su propia banda llamada AM Conspiracy y Drowning Pool se embarca nuevamente en la búsqueda de un nuevo cantante.

### Ryan McCombs (2006 - 2011)
Después de la salida de Jones los rumores comenzaron a surgir sobre la identidad del nuevo cantante, como Pat Lachman de Damageplan , pero el más grande murmullo de los rumores fue sobre el excantante de Soil, Ryan McCombs. Drowning Pool dijo que el nuevo cantante sería anunciado formalmente en el Ozzfest en Dallas, Texas. Cuando se confirmó que Ryan McCombs sería el nuevo cantante de Drowning Pool surgieron conflictos por la precipitada salida de McCombs de su banda anterior Soil ya que estos tuvieron que cancelar varias presentaciones. Respecto a esto el bajista de Soil, Tim King, se burló diciendo: "Drowning Pool puede tenerlo. Ahora tenemos un mejor cantante y una banda mejor".
Luego en 2007 lanzan el disco Full Circle donde lanzaron sencillos como Soldiers, Shame, 37 Stitches y Enemy (este último inspirado en la situación con los miembros de Soil).
El disco debutó en el número 64 en el US Billboard 200, vendiendo cerca de 10 000 copias en su primera semana. A partir del 12 de septiembre de 2007, el álbum había vendido alrededor de 29 000 copias en los Estados Unidos.
el año 2008 la banda lanza "Loudest Common Denominator" un disco recopilatorio que además contenía canciones de los dos vocalistas anteriores.
La banda lanzó su cuarto álbum de estudio homónimo lanzado el 27 de abril de 2010 un disco en el cual se lanzaron 2 sencillos: "Feel Like I Do" y "Turn So Cold".
La canción "Feel Like I Do" ha sido lanzado como un sencillo digital. Refleja un período difícil en la vida de McCombs, durante el cual pasó por un divorcio, se mudó de su casa y perdió a su padre. El segundo sencillo "Turn So Cold" se estrenó el 13 de abril del 2010.
El álbum vendió 12 000 copias en su primera semana, ganándose el puesto # 35 en el Billboard Top 200.

### Salida de Ryan McCombs
El 29 de noviembre se anunció Ryan McCombs dejó la banda para reunirse con su antigua banda Soil para una gira en Europa y así promover el 10.º aniversario de su álbum Scars e incluso grabar un nuevo álbum. Mientras que Drowning Pool se embarcara en la búsqueda de un nuevo cantante.
El 7 de noviembre de 2011 C. J. Pierce y Mike Luce han puesto en marcha un nuevo proyecto junto a exmiembros de Nonpoint llamado Voodoo Corps.

### Jasen Moreno (2012 - 2023)
El 11 de julio de 2012, cuando la banda estaba programando fechas de conciertos de verano y armar su quinto disco, que reveló su nuevo cantante a ser Jasen Moreno, del gancho de suicidio.  El 15 de agosto, por el 10 º aniversario de la muerte de dave stage Williams , la banda lanzó su primer sencillo con Moreno titulado "In Memory Of ..." como un homenaje a Williams.  El 13 de noviembre de 2012, la banda lanzó el segundo sencillo "Saturday Night", junto con un video musical.  El 18 de diciembre de 2012, la banda lanzó la canción "One Finger and a fist"y lo puso a disposición para su descarga gratuita en su sitio web oficial para un tiempo limitado. Su quinto álbum estaba programado para ser lanzado a principios de 2013.
Antes del lanzamiento de Strike a Nerve, Drowning Pool se embarcó en la gira norteamericana Brothers in Arms con Ill Niño y (hed)p.e. a principios de 2022, y durante esta gira, tocaron dos temas del próximo álbum: "Strike a Nerve" y "Hate Against Hate". El 5 de agosto de 2022, la banda anunció que el álbum se lanzaría el 30 de septiembre.

### Regreso de Ryan McCombs (2023 - presente)
El 16 de marzo de 2023, la banda anunció que Ryan McCombs (mientras continuaba con sus tareas vocales con SOiL) se había reincorporado, reemplazando a Moreno. Esto marca su regreso a la banda, desde que se fue en 2011. La banda también planeó lanzar nueva música con McCombs antes de fines de 2023; sin embargo, esto no sucedió.

## Miembros

### Miembros actuales
- Ryan McCombs: vocalista (2005-2011, 2023-)
- C. J. Pierce: guitarra (1996-); coros (1999-)
- Stevie Benton: bajo (1996-); coros (1999-)
- Mike Luce: batería (1996-); coros (1999-)

### Miembros anteriores
- Dave Williams: vocalista (1999-2002; fallecido en 2002)
- Jason Jones: vocalista (2003-2005)
- Jasen Moreno: vocalista (2012-2023)

## Discografía

### Álbumes de estudio
- Sinner (2001)
- Desensitized (2004)
- Full Circle (2007)
- Drowning Pool (2010)
- Resilience  (2013)
- Hellelujah  (2016)
- Strike a Nerve (2022)